# Rečica, potok (Bled)
Rečica je potok, ki izvira v naselju Rečica severno od Blejskega jezera, teče skozi Bled in se nedaleč kot desni pritok izliva v Savo Dolinko.